# Нобель (озеро)
Нобель — озеро в Варашском районе Ровенской области. Лежит в пойме реки Припяти (бассейн Днепра).
Длина 3,2 км, ширина до 2,5 км, площадь 4,99 км², глубина более 10 м. Прозрачность воды — до 2 м. Разделено на две половины полуостровом, который простирается с севера на юг и на котором лежит село Нобель. Восточная (большая) часть озера узкая и вытянутая с севера на юг, западная часть более овальная. Впадина имеет неправильную сердцевидную форму. Берега и дно песчаные, очень расчленены. Есть четыре острова — два большие и два маленькие.
Питается за счёт водообмена с рекой Припять, которая впадает в его восточную часть с севера и вытекает из него с восточной стороны. Зимой замерзает.
В озере водятся карась, линь, щука, окунь, сомы, раки. На берегах — гнездования диких гусей, уток и других птиц.
На берегах находится несколько населённых пунктов: село Нобель, Дедовка и Котыра.